# Mers-sur-Indre
Mers-sur-Indre è un comune francese di 625 abitanti situato nel dipartimento dell'Indre nella regione del Centro-Valle della Loira.

## Società

### Evoluzione demografica
Abitanti censiti